# 雲沢村
雲沢村（くもさわむら）は秋田県仙北郡にあった村。現在の仙北市南東端、角館市街の西方一帯、国道46号沿線にあたる。

## 地理
- 山：鬼壁山、諏訪山、太平山
- 河川：玉川、入見内川

## 歴史
- 1889年（明治22年）4月1日 - 町村制の施行により、西長野村、雲然村、下延村、八割村の区域をもって発足。
- 1955年（昭和30年）3月31日 - 角館町・中川村・白岩村と合併し、改めて角館町が発足。同日雲沢村廃止。